# Llista de monuments de Borrassà
Llista de monuments de Borrassà inclosos en l'Inventari del Patrimoni Arquitectònic Català per al municipi de Borrassà (Alt Empordà). Inclou els inscrits en el Registre de Béns Culturals d'Interès Nacional (BCIN) amb la classificació de monuments històrics i els Béns Culturals d'Interès Local (BCIL) de caràcter arquitectònic.
| Monument                                       | Protecció   | Estil/època                                 | Localització                                                                | Coordenades                                          | Codi?         | Imatge |
| ---------------------------------------------- | ----------- | ------------------------------------------- | --------------------------------------------------------------------------- | ---------------------------------------------------- | ------------- | --- |
| Castell de Creixell                            | BCIN 741-MH |                                             | Borrassà Sense restes                                                       | 42° 13′ 30″ N, 2° 55′ 39″ E / 42.224930°N,2.927510°E | RI-51-0005819 | Carregueu una nova foto d'aquest monument                                                                                      |
| Església parroquial de Sant Andreu de Borrassà |             | Barroc, gòtic tardà XVIII                   | Borrassà Pl. Major                                                          | 42° 13′ 23″ N, 2° 55′ 35″ E / 42.223122°N,2.926385°E | IPA-17901     | Església de Sant Andreu de Borrassà (Borrassà) · Vegeu més fotos d'aquest monument · Carregueu una nova foto d'aquest monument |
| Can Governador, Can Ballell                    |             | Obra popular XVIII, XX                      | Borrassà C. Baix 26                                                         | 42° 13′ 20″ N, 2° 55′ 34″ E / 42.222113°N,2.926180°E | IPA-17904     | Can Governador (Borrassà) · Vegeu més fotos d'aquest monument · Carregueu una nova foto d'aquest monument                      |
| Can Suro, Can Grau                             |             | Eclecticisme XIX Mitjan                     | Borrassà Pl. Muralla, 2                                                     | 42° 13′ 23″ N, 2° 55′ 37″ E / 42.223023°N,2.926918°E | IPA-17906     | Carregueu una nova foto d'aquest monument                                                                                      |
| Can Batlle                                     |             | Neoclassicisme-romàntic, obra popular XVIII | Borrassà C. Dalmau de Creixell, 13                                          | 42° 13′ 15″ N, 2° 55′ 33″ E / 42.220749°N,2.925927°E | IPA-17909     | Can Batlle (Borrassà) · Vegeu més fotos d'aquest monument · Carregueu una nova foto d'aquest monument                          |
| Can Bartrolí                                   |             | Gòtic tardà, obra popular XV                | Borrassà C. de Baix, 12                                                     | 42° 13′ 19″ N, 2° 55′ 32″ E / 42.221834°N,2.925574°E | IPA-17914     | Can Bartrolí (Borrassà) · Vegeu més fotos d'aquest monument · Carregueu una nova foto d'aquest monument                        |
| Can Serra                                      |             | Obra popular XIX, XX                        | Borrassà C. Dalmau de Creixell, 11                                          | 42° 13′ 15″ N, 2° 55′ 33″ E / 42.220956°N,2.925721°E | IPA-17915     | Can Serra (Borrassà) · Vegeu més fotos d'aquest monument · Carregueu una nova foto d'aquest monument                           |
| Can Sors                                       |             | Gòtic, obra popular XIX, XV                 | Borrassà C. Sant Antoni                                                     | 42° 13′ 18″ N, 2° 55′ 25″ E / 42.221540°N,2.923684°E | IPA-17916     | Carregueu una nova foto d'aquest monument                                                                                      |
| Can Vila                                       |             | Gòtic XIX, XV                               | Borrassà C. del Pou Comú, 32                                                | 42° 13′ 20″ N, 2° 55′ 32″ E / 42.222221°N,2.925598°E | IPA-17917     | Carregueu una nova foto d'aquest monument                                                                                      |
| Creu de la plaça de l'Església                 |             | Gòtic XV                                    | Borrassà Pl. de l'Església, davant la façana de l'església de Sant Andreu   | 42° 13′ 23″ N, 2° 55′ 33″ E / 42.223113°N,2.925948°E | IPA-17919     | Creu de la plaça de l'Església (Borrassà) · Vegeu més fotos d'aquest monument · Carregueu una nova foto d'aquest monument      |
| Casa al carrer Dalmau de Creixell, 4           |             | Obra popular XIX                            | Borrassà C. Dalmau de Creixell, 4                                           | 42° 13′ 18″ N, 2° 55′ 31″ E / 42.221748°N,2.925380°E | IPA-39121     | Carregueu una nova foto d'aquest monument                                                                                      |
| Ca l'Enric                                     |             | Obra popular XIX, XVIII                     | Borrassà C. del Pou Comú, 20                                                | 42° 13′ 25″ N, 2° 55′ 32″ E / 42.223581°N,2.925681°E | IPA-39133     | Ca l'Enric (Borrassà) · Vegeu més fotos d'aquest monument · Carregueu una nova foto d'aquest monument                          |
| Casa al carrer de Baix, 1                      |             | Obra popular XVII, XIX                      | Borrassà C. de Baix, 1                                                      | 42° 13′ 19″ N, 2° 55′ 33″ E / 42.222009°N,2.925707°E | IPA-39134     | Carregueu una nova foto d'aquest monument                                                                                      |
| Casa al carrer de Baix, 3                      |             | Obra popular XIX                            | Borrassà C. de Baix, 3                                                      | 42° 13′ 19″ N, 2° 55′ 33″ E / 42.222005°N,2.925701°E | IPA-39135     | Casa al carrer de Baix, 3 (Borrassà) · Vegeu més fotos d'aquest monument · Carregueu una nova foto d'aquest monument           |
| Casa al carrer del Pou Comú, 31                |             | Obra popular, Eclecticisme XIX Mitjan       | Borrassà C. del Pou Comú, 31                                                | 42° 13′ 24″ N, 2° 55′ 31″ E / 42.223383°N,2.925372°E | IPA-39350     | Casa al carrer del Pou Comú, 31 (Borrassà) · Vegeu més fotos d'aquest monument · Carregueu una nova foto d'aquest monument     |
| Creu de terme, Creu de Sant Tomàs              |             | Academicisme XX                             | Borrassà Ctra. GIV-5128 a Vilamorell                                        | 42° 13′ 21″ N, 2° 55′ 53″ E / 42.222607°N,2.931280°E | IPA-39358     | Creu de terme (Borrassà) · Vegeu més fotos d'aquest monument · Carregueu una nova foto d'aquest monument                       |
| Capella de Santa Maria de Creixell             |             | Obra popular XVIII                          | Borrassà C. de Baix, Creixell                                               | 42° 12′ 41″ N, 2° 56′ 04″ E / 42.211385°N,2.934433°E | IPA-17907     | Capella de Santa Maria de Creixell (Borrassà) · Vegeu més fotos d'aquest monument · Carregueu una nova foto d'aquest monument  |
| Can Llombart                                   |             | Obra popular XVIII                          | Borrassà Veïnat de Creixell                                                 | 42° 12′ 41″ N, 2° 56′ 05″ E / 42.211338°N,2.934609°E | IPA-17908     | Carregueu una nova foto d'aquest monument                                                                                      |
| Can Gustí                                      |             | Gòtic tardà, obra popular XVIII             | Borrassà A l'entrada del veïnat de Creixell venint per la ctra. de Borrassà | 42° 12′ 40″ N, 2° 55′ 57″ E / 42.211138°N,2.932368°E | IPA-17910     | Can Gustí (Borrassà) · Vegeu més fotos d'aquest monument · Carregueu una nova foto d'aquest monument                           |
| Can Cortada                                    |             | Obra popular XV, XVI                        | Borrassà A la sortida del veïnat de Creixell, en direcció la N-II           | 42° 12′ 39″ N, 2° 56′ 13″ E / 42.210857°N,2.936902°E | IPA-17911     | Carregueu una nova foto d'aquest monument                                                                                      |
| Font de les Carculles                          |             | Modernisme XX Inici                         | Borrassà Veïnat de Creixell                                                 | 42° 12′ 44″ N, 2° 56′ 11″ E / 42.212221°N,2.936522°E | IPA-17912     | Carregueu una nova foto d'aquest monument                                                                                      |
| El Molí                                        |             | Obra popular XIX, XX                        | Borrassà Veïnat de Creixell, abans de la riera de l'Àlguema                 | 42° 12′ 42″ N, 2° 56′ 05″ E / 42.211631°N,2.934851°E | IPA-17913     | Carregueu una nova foto d'aquest monument                                                                                      |